# Fokker E.III

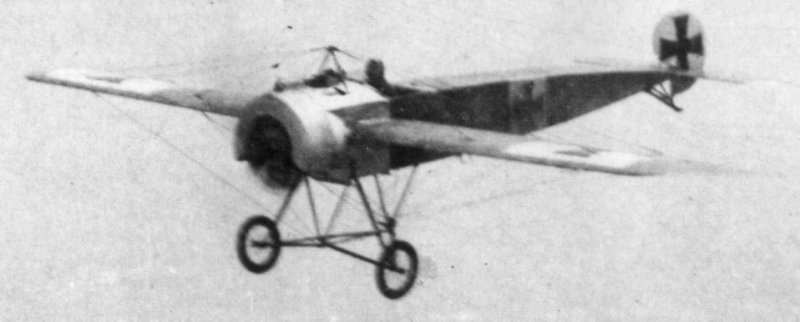
Fokker EIII

Fokker E.III är ett midvingat monoplan av modellen Fokker Eindecker som tjänstgjorde åt det kejserliga Tyskland under första världskriget. Flygplanet var det första i världen som var utrustat med en synkroniseringsmekanism till kulsprutan, detta innebär att när propellerbladet passerar skottfältet för kulsprutan så upphör denna att skjuta. Detta tillät piloten att kunna skjuta "igenom" propellerfältet. Denna utrustning gav E.III ett stort övertag gentemot sina motståndare och mötte egentligen inte sin besegrare förrän den allierade sidan satte Nieuport 11 i bruk.